# Knapptjärnen (Säters socken, Dalarna)
Knapptjärnen är en sjö i Säters kommun i Dalarna och ingår i Dalälvens huvudavrinningsområde.